# Cacia fruhstorferi
Cacia fruhstorferi là một loài bọ cánh cứng trong họ Cerambycidae.